# 副腎腫瘍
副腎腫瘍（ふくじんしゅよう、英語: Adrenal tumor、ときに副腎腫瘤とも）とは、副腎における腫瘍性病変（新生物）である。この腫瘍には良性と悪性がある。副腎腫瘍のうち数種類は、内分泌ホルモンを過剰分泌する傾向があることでよく知られている。副腎がん (Adrenal cancer) は、悪性の腫瘍細胞が存在していることを意味し、神経芽腫、副腎皮質癌、あるいは一部の副腎褐色細胞腫を含む。大半の褐色細胞腫や全ての副腎腺腫は良性腫瘍であり、一般的には遠隔転移や周囲臓器への浸潤をきたすことはない。一方で良性腫瘍であっても、ホルモンの不均衡によって無視できない臨床上の問題をきたしうる。
本項目では特に断りのない限り、ヒトにおける副腎腫瘍について概説する。

## 副腎皮質原発の腫瘍
副腎皮質は明瞭な3層構造からなり、各層を構成する内分泌細胞は生命活動を維持するのに不可欠なステロイドホルモンを産生する。このうち糖質コルチコイドは、ストレス刺激に反応して分泌され、血糖や免疫機能の調節など重要な役割をはたす。他に血圧や腎機能を調節する鉱質コルチコイドや、ある種の性ホルモンも副腎皮質から分泌される。副腎皮質に発生した腫瘍は、良性、悪性にかかわらず、しばしばこれらのステロイドホルモンを産生し、臨床的に重篤な転帰をたどることがある。

### 副腎腺腫

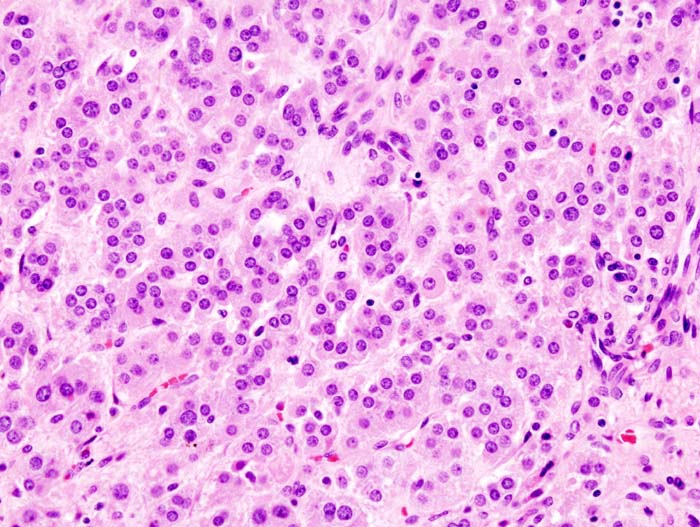
副腎腺腫。異型細胞はみられない。

副腎腺腫は、副腎皮質における良性腫瘍の中でも非常に多くみられる腫瘍であり、病理解剖された患者のうち、1%から10%ほどに観察される。鑑別として「副腎結節」が挙げられるが厳密にはこれはいわゆる腫瘍（新生物）ではない。またACTH産生腫瘍による副腎過形成も腺腫とは別の病態である。副腎腺腫は、30歳未満の患者には稀である。発生頻度に性差はみられない。
この病変における臨床的特徴には2つの要素がある。第1に、副腎以外の疾患を精査中に偶然指摘される頻度が近年増加しつつある点である。多くの医療機関でCTやMRIが施行されるようになったことがその要因である。このため、この病変にがんが含まれるわずかな可能性を否定するべく、高額な追加検査や侵襲的な処置が必要以上に実施されかねない現状である。
第2に、副腎腺腫のおよそ15%が、いわゆる「機能性腫瘍」である。「機能性」とは腫瘍自体が糖質コルチコイドや鉱質コルチコイド、あるいは性ホルモンのうち、単一のホルモンを、あるいは数種類のホルモンを産生していることを意味する。これによりクッシング症候群や原発性アルドステロン症（コン症候群）をきたしたり、女性の男性化や、男性の女性化の原因となったりすることもある。機能性の副腎腺腫は外科的に治療可能である。
大半の副腎腺腫は、長径が2センチメートルを超えず、重さも50グラムを超えないとされる。ただし最近では副腎腺腫の良悪性を鑑別する上で、病変の大きさや重さはあまり信頼できる要素とはみなされなくなっている。副腎腺腫の肉眼的特徴は、被包化されており境界明瞭で、単発の充実性腫瘍であり、断面は均一な黄色調である。壊死や出血性変化は稀な所見である。

### 副腎皮質癌

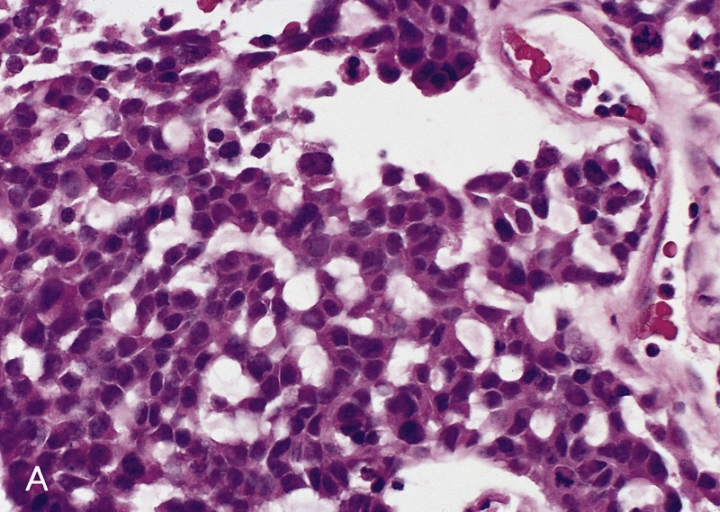
副腎皮質癌。濃縮核像といった中等度の細胞異型がみられる。

副腎皮質癌は、非常に稀であるものの、臨床的にきわめて悪性度の高い腫瘍である。この腫瘍は小児でも成人でも発生しうる。他の副腎皮質腫瘍と同様、ステロイドホルモンを過剰産生されることにより臨床的に異常をきたす、機能性腫瘍の場合もあるが、多くの副腎皮質癌は非機能性である。この病変は通常、後腹膜腔の深部で発生するため、診断されたときには、かなり増大していることが多い。この病変は頻繁に腎静脈や大静脈といった大血管に進展するほか、リンパ行性・血行性に肺やその他臓器に遠隔転移する頻度も高い。もっとも有効とされる治療法は外科的切除であるが、既に進行しており手術不可である例も多い。全生存期間は短く、予後は不良である。進行例にはミトタンという副腎皮質に直接細胞毒性を発揮する薬剤が使用されるほか、化学療法、放射線療法といった集学的治療が考慮される。

## 副腎髄質原発の腫瘍
副腎髄質は解剖学的に両側の副腎の中央に存在しており、交感神経の亢進に応じてエピネフリン（アドレナリン）という副腎髄質ホルモンを分泌する神経内分泌細胞（クロム親和性細胞）から構成される。神経芽腫と褐色細胞腫の2つは、副腎髄質に由来する腫瘍の中で最も重要である。これら2つの腫瘍は、副腎外の組織、すなわち交感神経幹の傍神経節（パラガングリオン）から発生することもある（傍神経節腫瘍、パラガングリオーマ）。

### 神経芽腫

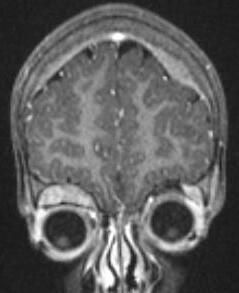
脳転移をきたした神経芽腫の2歳患児のMRI写真。

神経芽腫は、未熟な神経芽細胞（神経前駆細胞の一つ）に由来する極めて悪性度の高いがんである。小児がんの中で最も頻度の高い疾患のひとつであり、日本における診断時の年齢は3歳以下が79%を占める。この腫瘍はときに診断時には遠隔転移を伴っていることも多いが、その転移先が、肝臓・皮膚・骨髄に留まっている場合（INSS分類の病期IVS）、多くの症例で治療可能であるという点で他のがんと大きく異なっている。典型的な副腎原発の神経芽腫は乳児では急速に増大する腹部腫瘍として認識されるが、幼児では限局的な腫瘍で発見される例は多くなく、病巣の進展にともなう多彩な症状を呈する。これに対し、悪性度が比較的低い腫瘍には、成熟度が高い神経細胞から構成される「神経節細胞芽腫」や「神経節細胞腫」が挙げられる。神経芽腫では通常、バニリルマンデル酸 (VMA) やホモバニリン酸 (HVA) といったカテコラミンの代謝産物の血中濃度上昇を伴い、血管作動性腸管ペプチド (VIP) の産生亢進による重篤な下痢をきたしうる。治療は、病変が限局している場合、手術は放射線の適応となり、転移を伴う場合は化学療法が施行される。

### 褐色細胞腫

アドレナリンの構造式

褐色細胞腫は、成熟した副腎髄質におけるクロム親和性細胞に類似した細胞から構成される腫瘍（新生物）である。褐色細胞腫は全年齢に発生し、孤発性に発症する場合もあれば、遺伝性がん症候群の様相を示す場合もある。この遺伝疾患には多発性内分泌腺腫症 (MEN) のIIA型やIIB型、神経線維腫のI型、あるいはフォン・ヒッペル・リンドウ病（VHL）といったものが挙げられる。褐色細胞腫の中で悪性であるものは、たかだか10%にすぎず、残りの90%は病理学的に良性腫瘍である。
臨床的には、褐色細胞腫が多量のカテコラミン、すなわちエピネフリン（アドレナリン）やノルエピネフリン（ノルアドレナリン）を分泌することが最も重要な特徴である。この特徴により、致命的な高血圧や不整脈を誘発するおそれがあり、頭痛、顔面蒼白、動悸、発汗、体重減少、振戦などといった多彩な症状を示す。尿検査によりカテコラミンの代謝産物、すなわちバニリルマンデル酸 (VMA) やメタネフリンを測定することで、確定診断はきわめて容易に得られる。大半の褐色細胞腫の治療は、まず術前処置として十分に交感神経遮断薬投与し、循環動態が安定した時点で、外科的に腫瘍を摘除する。

## 偶発腫瘍
副腎の偶発腫瘍（インシデンタローマ）は、疾患の存在を疑う症状や徴候を伴わないまま、偶然に発見される副腎腫瘍である。CTやMRI、あるいは超音波検査ではじめて指摘される病変の中でも比較的頻繁にみられる所見の一つである。
副腎偶発腫瘍において、デキサメタゾン抑制試験は、潜在的なコルチゾールの過剰分泌（サブクリニカルクッシング症候群）を検索するために施行すべき検査の一つである。褐色細胞腫を否定するため、同時にメタネフリンやカテコラミンの血中濃度も測定されることが多い。腫瘍の長径が3センチメートルを下回る場合は一般的に良性腫瘍と判断され、クッシング症候群や褐色細胞腫でない限りは積極的な治療適応とならないとされる。
内分泌学的な評価のために以下の検査も施行される。
- 1ミリグラム デキサメタゾン抑制試験。
- メタネフリンおよびカテコラミン分画の測定を目的とした24時間蓄尿検査。
- 血清アルドステロン濃度、および血清レニン活性。

CTにおいて、典型的な良性腺腫は、低吸収（脂肪濃度）であり、早期に造影剤の洗い出し像（10分間に50%以上）がみられる。各種検査により内分泌学的に非機能性であり、かつ画像検査で良性腫瘍が示唆された場合は、6か月後、12か月後、24か月後の画像検査と、1年に1回の内分泌学的評価を4年間継続するのが推奨されている。